# مالتا بند (میزوری)
مالتا بند (به انگلیسی: Malta Bend) یک شهر در ایالات متحده آمریکا است که در شهرستان سالین، میزوری واقع شده‌است. مالتا بند ۰٫۶۵ کیلومتر مربع مساحت و ۲۵۰ نفر جمعیت دارد و ۲۱۳ متر بالاتر از سطح دریا قرار دارد.